# Mimudea puralis
Mimudea puralis là một loài bướm đêm trong họ Crambidae.